# 가토의 난
가토의 난(加藤の乱)은 2000년 11월 20일 일본의 내각이던 제2차 모리 내각을 무너뜨리기 위해 여당인 자유민주당의 가토 고이치와 야마사키 다쿠가 일으킨 사건이다.
야당들이 내각불신임안을 제출하여 중의원 본회의에서 처리하고자 했을 때 자민당의 파벌인 굉지회의 회장 가토와 그 동지들이 찬성하거나 불참할 뜻을 표명했고 가토의 맹우로 근미래정치연구회를 이끌던 야마사키도 동조할 태세를 보였다.
당시 중의원의 총 의석수는 480석이었고 자민당은 이중 과반수인 272석을 차지하고 있었지만 가토파 의원 45명과 야마사키파 의원 19명이 이반하면 불신임안이 가결될 수 있었다. 한발 더 나아가서 가토파와 야마사키파가 자민당에서 이탈하여 정계 개편을 꾸밀 수도 있다는 추측까지 나왔다.
하지만 간사장 노나카 히로무가 당내 기강을 잡으면서 가토의 시도는 실패로 돌아갔다. 지지율이 떨어지던 모리 요시로는 결국 총리직을 포기하게 됐지만 가토와 야마사키 역시 정치력에 큰 타격을 입었기에 모리의 후임으로 고이즈미 준이치로가 당선되는데 중요한 역할을 했다는 평가를 받는다.

## 원인
가토는 삼각대복중 중에서 오히라 마사요시의 파벌에 속했고 야마사키는 나카소네 야스히로의 파벌에 속했는데 이들은 1990년대에 파벌을 승계받아 총재 후보로서의 실적을 쌓고 있었다.1998년 총재가 된 오부치 게이조는 재선을 노리고 1999년 일본 자유민주당 총재 선거에 출마했다. 오부치는 원래 단독 출마하여 무투표 연임하는 그림을 원했는데 가토와 야마사키가 총재 선거에 출마하면서 이들은 오부치의 분노를 샀다. 평소 온후한 인품으로 잘 알려진 오부치였지만 총재 선거에서 승리한 후 개각을 단행하여 두 사람의 파벌을 철저히 냉대하여 두 파벌은 비주류로 밀려났다. 개각 이후에 비주류로 밀려나는 파벌이 생기는 건 자주 있던 일이지만 오부치는 과거 이상으로 두 파벌을 멀리했고 소선거구제의 도입으로 지도부의 권력이 강해지는 상황에서 비주류파의 입지는 더욱 좁아졌다.
가토는 개혁파의 이미지가 강했고 당내 두 번째로 큰 파벌인 굉지회의 수장이었기에 총리에 가장 가까운 남자로 꼽혀왔고 오부치의 후임 총재 후보 중 1순위로 꼽히던 것도 가토였다. 오부치가 재선에 도전했을 때는 오부치와 대립했지만 사실 하시모토 류타로가 총재직에서 물러났을 때 오부치를 지지하여 그를 총재로 만든 1등공신 중 한 명이 가토였으며 하시모토 총재 때 간사장으로 재직하며 제1야당이었던 신진당을 붕괴시키는데도 일조하여 많은 실적을 쌓았기 때문이었다. 하지만 가토 본인이 다나카 가쿠에이와 다케시타 노보루의 파벌인 경세회를 계승한 오부치의 지지를 받아 총재로 취임하는 것을 꺼려하고 있었다. 가토는 자민당이 사실상 경세회의 지배를 받는 것에 대한 반발로 야마사키, 고이즈미와 함께 YKK를 결성했을 정도로 경세회에 대한 반감이 심했고 굉지회의 수장 미야자와 기이치가 총재가 된 뒤에도 경세회의 가네마루 신의 강한 정치적 영향력 하에 놓여 이른바 권력의 이중 구조 현상이 나타나는 등 문제가 많았기 때문이었다. 하지만 당내 최대 파벌인 오부치파를 멀리했기에 가토가 총재직을 차지하는 것은 요원했다. 특히 오부치가 병으로 갑작스레 쓰러진 뒤 5인조의 밀실 회합을 통해 오부치의 후임으로 자신이 아닌 모리가 선출되자 모리와의 싸움에서 패배했다고 여긴 가토는 조급함이 극에 달했다.
하지만 총재가 된 모리는 신의 나라 발언 등으로 지지율이 급락하고 있었다. 2001년 제19회 일본 참의원 의원 통상선거를 앞두고 있었는데 총재의 지지율이 낮으면 참패할 가능성이 높았고 1998년 제18회 일본 참의원 의원 통상선거에서도 패배했기 때문에 2연속 패배할 시 참의원에서 과반수를 상실할 우려도 있었다. 자민당 집행부는 가토의 파벌인 오자토 사다토시를 총무회장에 기용하고 야마사키의 파벌인 야스오카 오키하루를 법무대신으로 입각시키는 등 두 파벌을 주류파로 포섭하고자 했으나 가토는 줄곧 모리와 거리를 두었다.
야마사키는 정계에 입문할 당시부터 가토의 맹우로서 야마사키의 정권 구상은 가토와의 연계가 대전제였다. 야마사키로서는 가토 내각을 성립시킨 다음 자신이 그 후임자가 되는 것을 가장 이상으로 여겼기에 야마사키는 가토를 뒷받침해줄 준비가 되어 있었다.

## 가토의 전략
가토는 대중 매체와 웹사이트 등을 통해 여론에 호소하는 전술을 채택해 국민의 폭넓은 관심을 모았다. 불신임안이 제출된 날 밤에 관련 내용으로 특집 프로그램을 방송한 뉴스 등은 모두 높은 시청률을 기록했고 이자카야와 대중목욕탕의 이용자가 평소에 비해 줄어들 정도로 관심을 모았다. 또한 인터넷 전자 게시판인 2채널의 이용자를 뜻하는 2채널러임을 스스로 공언하기도 했다.
가토는 파벌 내의 일부가 이탈하는 것은 예상했지만 불신임안의 통과가 불가능할 정도의 이탈은 없을 것이라 확신하고 있었다. 가토는 측근을 통해 은밀히 러시아, 조선민주주의인민공화국 등에 모리 정권이 붕괴하고 가토 정권이 탄생할 것이니 모리와는 교섭하지 말라는 메시지를 전달하기도 했다. 이에 대해 모리는 "아무리 정쟁이라 해도 외교의 세계에서 해선 안 될 일과 해도 되는 일을 구분하는 선이 있다고 생각한다. 나와 가토 사이에선 이 선이 다른 것 같다"고 말했다.
언론에선 불신임안이 통과되지 않는다면 가토가 자민당을 탈당할 것을 예상했지만 가토 자신은 자민당에 남아 자민당 내에서의 개혁을 추진하겠다고 주장했다. 과거에도 많은 세력들이 자민당을 이탈했지만 대부분은 일과성으로 끝났고 시간이 지나면 자민당으로 돌아오고 정치적 영향력도 감소했기에 이를 염두에 둔 것이었다.

## 자민당 집행부의 공작
자민당은 가토파를 무너뜨리기 위해 공천권을 최대한으로 활용했다.
노나카는 내각불신임안이 통과된다면 모리에게 국회를 해산하고 총선거 실시를 요구할 생각이었다. 11월 17일 도도부현의 각 자민당 지부에 총선 준비를 지시하기도 했다. 이 과정에서 불신임안에 찬성하거나 불참한 의원들에겐 공천을 하지 않거나 제명하기로 했다. 소선거구제는 양대 정당의 승부가 되기 쉬워 제3당 혹은 무소속으로 출마하면 당선되기가 어려워진다. 선거를 앞두고 자민당을 탈당한들 제1야당인 민주당 합류는 어려우므로 공천을 받지 못하면 사실상 무소속 출마를 강요받게 되므로 가토파 의원들은 이 사실에 당황하고 동요했다.
이 과정에서 정책적으로 노나카와 대립해왔던 고이즈미는 YKK 동료였던 가토가 아닌 노나카와 손을 잡았다. 가토는 불신임안 처리에 대해 고이즈미와 상담을 했고 가토는 고이즈미의 지지를 받았다고 생각했다. 하지만 고이즈미는 노나카를 비롯한 당내 실력자들과 언론에 가토가 불신임안에 찬성한다는 정보를 흘리고 가토파와 야마사키파를 회유하는데 적극적으로 나섰다.
불신임안 표결에 들어가기 직전에는 가토와 야마사키에게 제명을 통보하여 집행부의 뜻이 허세가 아님을 보였다. 결국 미야자와가 가토에게 결별을 선언하면서 가토파는 붕괴하기 시작했다. 가토의 정권 구상 입안을 담당했던 니와 유야와 가토의 최측근으로 꼽히던 고가 마코토마저 가토에게 등을 돌리면서 가토의 전략은 실패로 돌아갔다.
노나카는 사실 가토가 경세회와 거리를 두기 전까지는 그를 총리에 앉히겠다고 공언까지 한 인물이었다. 1996년 가토가 간사장으로 있을 때 하시모토와 함께 신진당의 보수 계열 의원들을 영입하는 작전을 추진할 때 노나카도 간사장 대리로서 가토를 보좌한 인연도 있었다. 하지만 1999년 가토가 오부치에게 저항하는 형식으로 총재 선거에 출마했다가 오부치에게 패배했고 노나카가 가토와 친하다는 이유로 관방장관직에서 물러나자 가토와 척을 지게 되었다고 한다.

## 결과
가토의 계획에 동조하는 의원을 모으기 힘들어진 상황 속에서 보수본류인 굉지회가 사실상의 해당 행위를 한다는 사실, 야당이 제안한 불신임안에 자민당 일부가 동조한다는 사실이 얽혀서 가토에 대한 불만과 불안이 속출하기 시작했다. 노나카는 가토파에 대한 압박의 고삐를 늦추지 않았고 가토의 복심으로 불리던 오자토가 가토를 설득하면서 결국 가토는 불신임안에 찬성표를 던지는 대신 불참하는 것으로 방향을 선회해버렸다. 가토는 눈물을 흘리면서 이를 두고 명예로운 철수라고 했다.
가토와 야마사키는 이후 호텔 오쿠라 도쿄에서 두 파벌의 합동 총회를 열어 그 후의 대응을 논의했다. 가토와 야마사키는 자신들만 불신임안에 찬성표를 던지겠다며 자신이 일으킨 도각 운동이니 제명되더라도 책임을 지겠다고 발언했다. 이는 자신들을 따랐던 의원들에게 제명과 같은 피해가 가지 않도록 하며 비주류파로서 냉대받지 않도록 배려한 것이었다. 하지만 가토가 본회의장에 가려고 하자 다니가키 사다카즈가 가토의 어깨를 잡으며 "가토 선생님은 대장이니까! 혼자서 돌격한다니 안됩니다! 가토 선생님이 움직일 때는 우리들도 따라갈 테니까요!"라며 만류했다. 야마사키의 파벌인 스기야마 노리오도 죽을 때도 살 때도 함께라며 야마사키를 만류했다.
측근들의 설득에 가토와 야마사키는 찬성표를 던질 계획을 포기했고 다른 의원들은 모두가 불참하는 것으로 정리했다. 또한 이 자리에서 파벌의 결속력을 확인하는 일이 이루어졌다고 알려졌다.
불신임안 표결은 마쓰나미 겐시로 의원이 연단 위에서 의원석을 향해 컵의 물을 뿌리는 일이 일어나서 다음날 오전 4시로 연기되었다. 이때까지도 가토와 야마사키는 파벌 소속 의원들과 달리 두 사람의 불참 여부는 결정되지 않았었다. 두 사람은 함께 국회로 향했으나 가토는 마음이 흔들려 호텔로 돌아가버렸다. 국회의원 출신 정치평론가인 야노 준야는 야마사키에게 전화를 해서 불참한다면 두 사람 다 정치 생명이 끝날 거라고 충고하여 다시 국회로 왔지만 또 마음이 꺽여 호텔로 돌아갔다. 이후 가토는 국회로 갈 것을 주장했지만 야마사키가 거절하여 가토 혼자 국회로 향했으나 결국 다시 돌아와버렸다.
불신임 결의안이 본회의에 상정되고 표결이 이루어졌다. 당시 찬성한 의원은 190명, 반대한 의원은 237명이며 불참한 의원은 51명이었다. 민주당 의원 127명, 자유당 의원 22명, 일본공산당 의원 20명, 사회민주당·시민연합 의원 19명, 무소속 모임 의원 1명과 무소속 의원 1명이 찬성표를 던졌고 자민당 의원 192명, 공명당 의원 31명, 보수당 의원 6명, 21세기 클럽 6명과 무소속 의원 2명이 반대표를 던졌다.
자민당은 파벌에 따라 반대표를 던진 경우와 불참한 경우가 있었는데 하시모토파에서 57명이 반대표를 던졌고 2명이 불참했으며 가토파에서 24명이 반대표를 던지고 21명이 불참, 야마사키파에서 2명이 반대하고 17명이 불참했다. 그 외의 파벌은 모리파 39명, 고토·가메이파 35명, 구 고모토파 12명, 고노 그룹 12명은 반대표를 던졌고 무파벌은 10명은 반대표, 2명은 불참했다.
가토의 난이 일어날 당시 가토파에 속하는 모리타 하지메 운수대신과 야마사키파에 속하는 야스오카 법무대신은 당초 다른 의원들과 함께 불신임안에 찬성표를 던질 생각이었고 그 전에 사표를 제출하고자 했다. 하지만 최종적으로 파벌 의원들은 불참하기로 결론나자 두 대신도 사표를 제출하는 계획을 포기했다. 한편 요시카와 요시오 노동대신도 가토파에 속했지만 참의원 의원이었기에 해당 안건에 직접적으로 관여되진 않았다. 하지만 가토의 난에 반대하는 의향을 보였다고 한다. 이후 세 대신은 가토의 난이 끝난 후 12월의 개각에서 모두 해임되었다.

### 굉지회의 분열
가토가 이끌던 굉지회는 가토의 난을 계기로 분열 단계로 접어들었다. 가토와 행동을 함께했던 오자토, 하라다 쇼조우, 모리타, 기시 고이치, 다니가키, 가와사키 지로, 아이사와 이치로, 호소다 히로유키 등은 가토파에 남았고 가토의 난에 반대했던 미야자와, 스즈키 젠코, 이케다 유키히코, 니와, 호리우치 미쓰오, 고가, 오타 세이이치 등은 호리우치파를 새로 결성했다. 이후 두 파벌은 2008년 다시 합치기까지 양쪽 모두 스스로를 굉지회라 부르는 상태가 이어졌다.

### 가토파
모리에 대한 지지율이 낮았고 가토에 대한 기대감이 높았음에도 가토는 결국 불신임안에도 기권하고 자민당 탈당도 거부하면서 가토에 대한 실망감이 소용돌이쳤다. 호리우치파가 독립하면서 가토파가 당내 제2파벌에서 제6파벌로 전락하고 개각을 통해 오사토 총무회장과 두 명의 각료가 물러나면서 당내 영향력도 크게 떨어졌다. 참의원 선거를 앞두고 결국 2001년 모리가 물러나고 고이즈미가 집권한 뒤 외교 상담역으로 가토를 중용하면서 존재감을 회복했다. 하지만 이는 일시적인 것에 그쳤고 2002년 정치자금 문제로 비서가 체포되고 가토도 파벌 회장직을 내놓고 의원직까지 포기하면서 가토의 정치적 영향력은 완전히 끝나버렸다.

### 야마사키파
가토파에 비해 야마사키파가 입은 피해는 작았다. 현직 각료로서 운신의 폭이 좁았던 야스오카를 제외하면 이나바 야마토 한 명만 반기를 들었기에 오히려 파벌의 결속력을 과시할 수 있었다. 소규모 파벌이긴 했지만 과거 철의 단결력으로 유명했던 다나카파를 방불케 하는 결속력은 당내에서 감탄을 자아내기에 충분했다.
하지만 원래 소규모 파벌이었던 데다가 유일하게 입각했던 야스오카도 직을 잃으면서 당내 영향력은 더욱 약해졌다. 한때 가토파와 합친다든가 민주당에 합류한다든가 소문도 있었지만 고이즈미가 총재가 된 뒤에 야마사키가 간사장과 부총재를 연이어 맡으면서 주류파에 입성, 이후로도 당내 영향력을 어느 정도 유지했다.

### 하시모토파
주류파로서 난의 진압에 앞장섰던 노나카를 중심으로 한 하시모토파는 그 세를 과시했다. 하지만 불신임안 투표에 몇몇 소장파 의원들이 불참하면서 철의 단결력을 자랑하던 하시모토파는 비상이 걸렸다. 이는 가토의 난에 동조할 생각은 없지만 부적절한 발언으로 지지율이 떨어지던 모리를 감싸는 것에도 동조하기 싫던 의원들의 뜻이 표출된 것이었다. 파벌 내 간부들조차 모리 내각을 앞으로도 계속 지원하는 것은 아니라는 발언이 나왔고 실제로 가토의 난이 진압된 이후 하시모토파는 모리 내각과 거리를 두기 시작했다. 이는 모리파의 고이즈미를 분노하게 했고 모리의 후임을 정하는 총재 선거에 고이즈미가 입후보하게 만들었다.

### 모리 요시로
가토의 난이 종결된 후 노나카는 주동자인 가토와 야마사키에게도 제명 처분을 내리지 않았다. 또한 모리가 이를 이해해주었으면 하는 생각으로 모리에게 "불신임안은 부결되었지만 총리도 신중해야 한다"고 말했다. 하지만 모리는 화를 내며 "불신임 결의안이 부결되었는데 간사장은 무슨 말을 하는가"라며 실망감을 감추지 못했고 결국 노나카는 간사장 직에서 물러나야 했다.
그런데 모리는 가토의 난이 성공해 불신임안이 가결되면 당내 융화를 우선시하여 중의원 해산을 주장하는 노나카를 만류하고 내각총사퇴를 할 예정이었다. 결국 2001년 내각총사퇴를 한 모리의 후임으로 같은 파벌의 고이즈미가 선출되면서 파벌 회장 겸 후견인 자격으로 모리는 당내 영향력을 유지하게 되었다.
당내 화합과 융화를 중시했던 모리는 해당 행위나 다름없던 가토의 난을 두고두고 용서하지 않았으며 2007년 후쿠다 야스오가 총재가 되어 간사장에 가토파의 다니가키를 기용하고자 하자 반대했을 정도로 큰 영향을 미쳤다. 결국 후쿠다는 간사장에는 지수회의 이부키 분메이를 임명하고 다니가키는 정조회장에 기용했다.
가토의 난이 끝나고 8년이 지난 2008년 6월 모리는 도쿄의 요리점에서 가토와 회동했다. 가토는 "그때는 민폐를 끼쳤다"며 사죄했고 모리와 악수하는 것으로 화해했다고 한다.

### 고이즈미 준이치로
고이즈미는 가토의 난이 끝난 뒤 YKK가 처음 함께한 자리에서 "YKK는 우정과 타산의 이중 구조"라고 발언하여 주목을 끌었다. 특히 텔레비전 카메라 앞에서 웃으며 말하는 고이즈미와 고뇌로 가득찬 표정으로 듣고 있는 가토와 야마사키의 모습은 국민들에게도 큰 인상을 남겼다. 고이즈미는 YKK보다 후쿠다 다케오, 그리고 그의 후계자인 모리파를 더 중요시했던 것이다.

## 참고 문헌
- 고토 겐지 (2014년 6월 6일). 《ドキュメント 平成政治史 2　小泉劇場の時代》 [다큐멘터리 헤이세이정치사 2 - 고이즈미 극장의 시대]. 이와나미 서점. ISBN 978-4000281683.